# الخلطة (سيدي موسى المجدوب)
الخلطة هي إحدى مشيخات المملكة المغربية، تتبع جغرافيا لعمالة المحمدية وإداريًا لسيدي موسى المجدوب. يقدر عدد سكانها بـ 4964 نسمة حسب الإحصاء الرسمي للسكان والسكنى لسنة 2004.